# Крапчатая сумчатая куница
Крапчатая сумчатая куница или кволл (Dasyurus viverrinus) — животное размером с небольшую кошку; длина тела — 45 см, хвоста — до 30 см, вес — до 1,5 кг. Цвет меха варьирует от чёрного до желтовато-коричневого; белые пятнышки покрывают все тело, за исключением пушистого хвоста, у которого белый кончик. Морда заострённая. В отличие от других видов пятнистых сумчатых куниц, у кволла отсутствуют первые пальцы на задних конечностях.

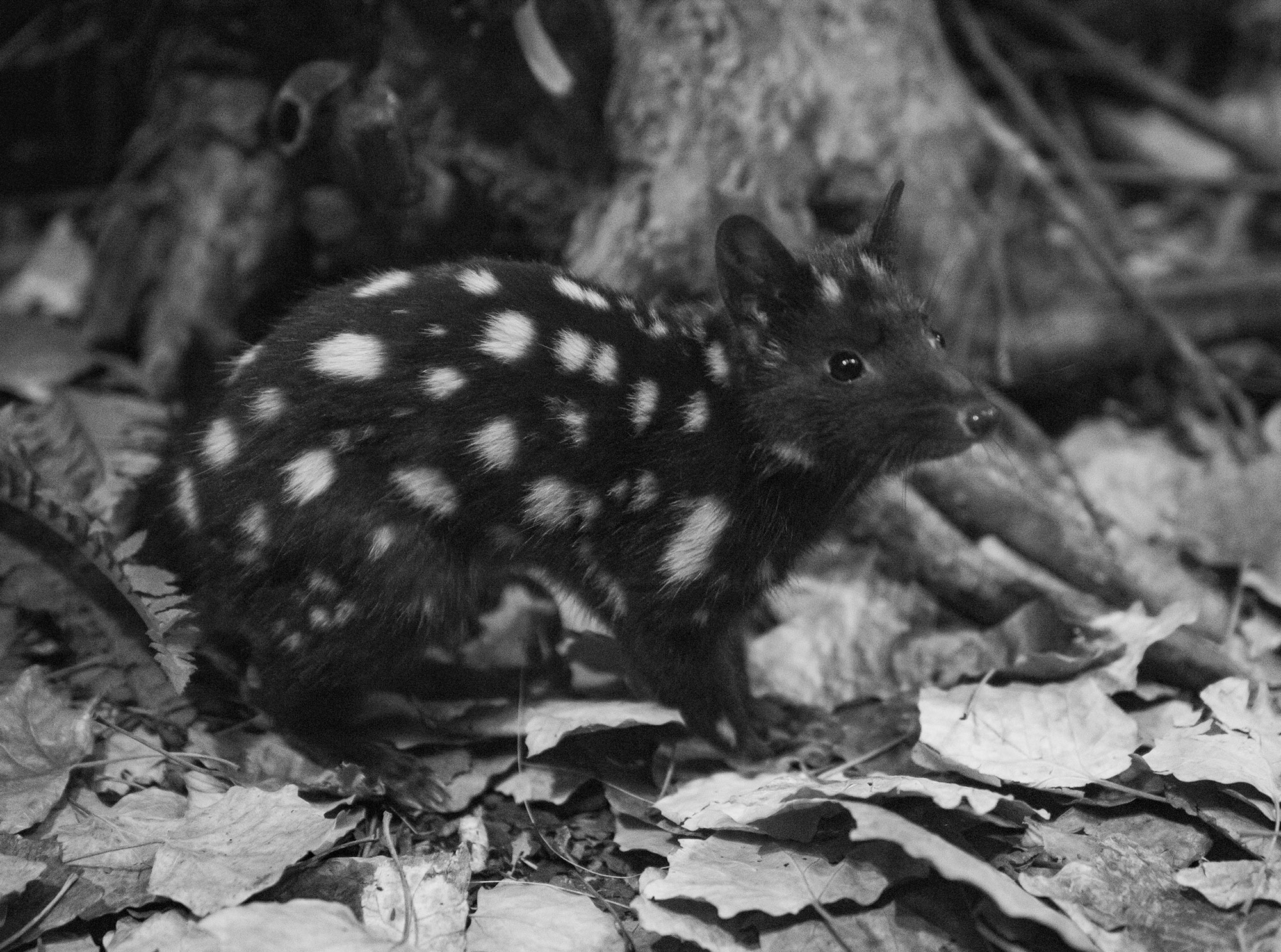
Крапчатая сумчатая куница в Московском зоопарке

Когда-то кволлы были обычны в юго-восточной Австралии, но после эпизоотии 1901—1903 годов и в результате бесконтрольного истребления их число стало сокращаться, и сейчас они практически исчезли на континенте (последних кволлов видели в пригороде Сиднея Воклюзе в 1960-х гг.); однако они по-прежнему обычны в Тасмании. Водятся кволлы преимущественно во влажных дождевых лесах, в долинах рек, где уровень осадков превышает 600 мм в год; хотя до 1930-х гг. их часто можно было встретить в садах и даже чердаках пригородных домов. Образ жизни — одиночный и ночной. Охотятся они обычно на земле, однако хорошо умеют лазать по деревьям. Основной пищей кволла являются насекомые-вредители. После колонизации Австралии они начали охотиться на домашнюю птицу, кроликов, крыс и мышей, и истреблялись фермерами за разорение птичников. Главным пищевым конкурентом кволла является тасманийский дьявол, а также завезённые человеком лисы, одичавшие кошки и собаки.
Размножаются кволлы ранней зимой. После беременности продолжительностью 20—24 дня самка рождает 4—8 детёнышей. Однако в сумке у неё всего 6 сосцов, поэтому выживают только первые детёныши, которые добираются до сумки. Через 8 недель детёныши покидают сумку и на время охоты самки укрываются в логове. В случае необходимости самка переносит их на спине. К концу ноября, когда им исполняется 18—20 недель, они становятся независимы от матери.
Вид занесён в Красную книгу МСОП со статусом «под угрозой исчезновения».